# Cleistocactus smaragdiflorus
Cleistocactus smaragdiflorus es una especie de planta suculenta perteneciente al género Cleistocactus dentro de la familia Cactaceae. Se distribuye por Bolivia y el noroeste de Argentina.

## Descripción

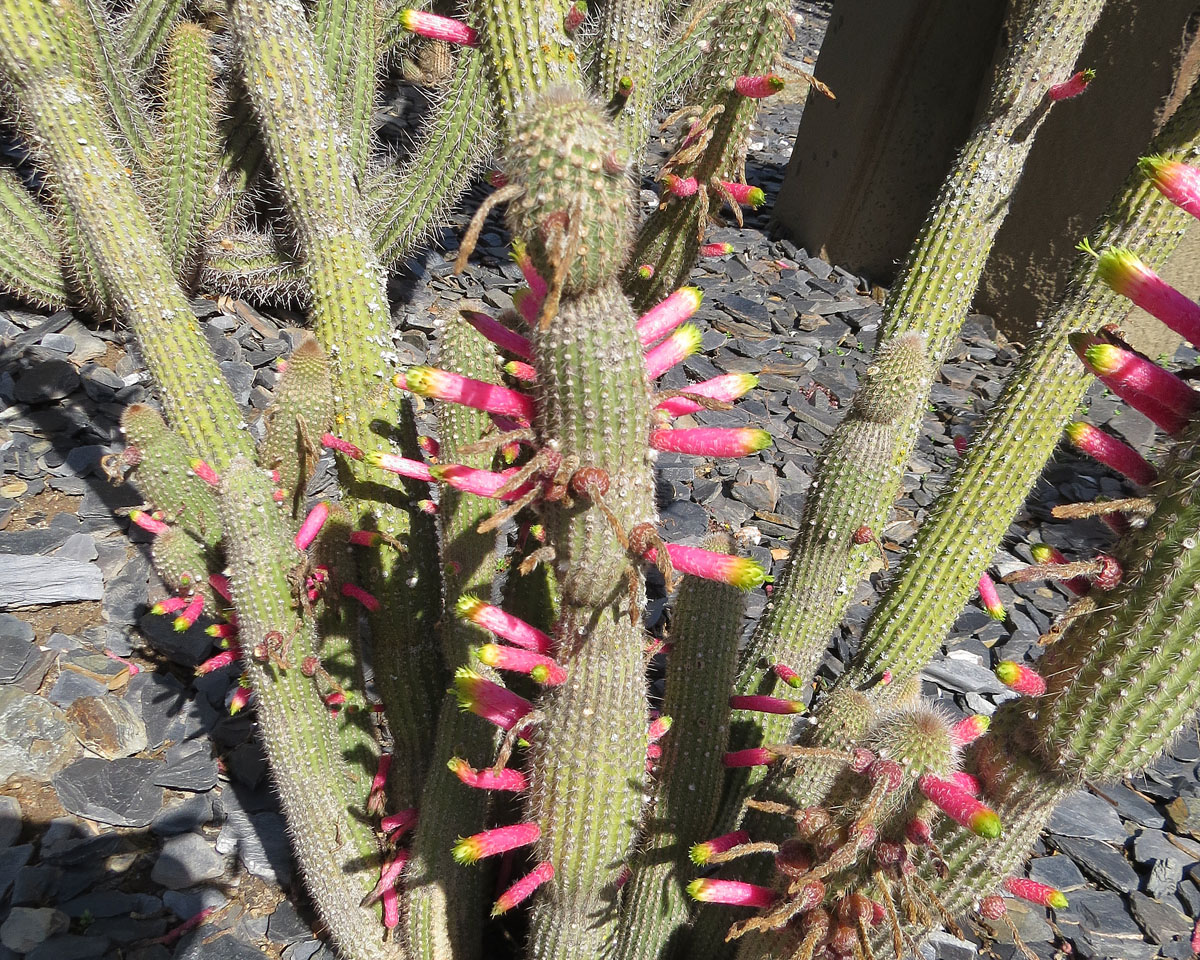
Vista de la planta

Cleistocactus smaragdiflorus es una especie de cactus columnar de crecimiento arbustivo, con tallos erectos o rastreros que se ramifican desde la base. Alcanza alturas de hasta 1 m y diámetros de 2 a 3 cm.
Presenta de 12 a 14 costillas bajas sobre las que se asientan las areolas. En ellas se distingue de 4 a 6 espinas centrales amarillentas o marrones que miden entre 1,5 y 3,5 cm de largo. También hay de 10 a 34 espinas radiales con forma de aguja y que miden hasta 1 cm de largo.
Las flores son tubulares y rectas; sobresalen y están ligeramente constreñidas por encima del pericarpelo; miden entre 4 y 5 cm de largo, con el tubo floral de color rojo a rosa con el ápice verdoso. Además, al igual que en la mayoría de las especies del género, las flores apenas se abren y el estilo sobresale ligeramente de la flor. Los frutos son esféricos y alcanzan diámetros de hasta 1,5 cm.

## Distribución y hábitat

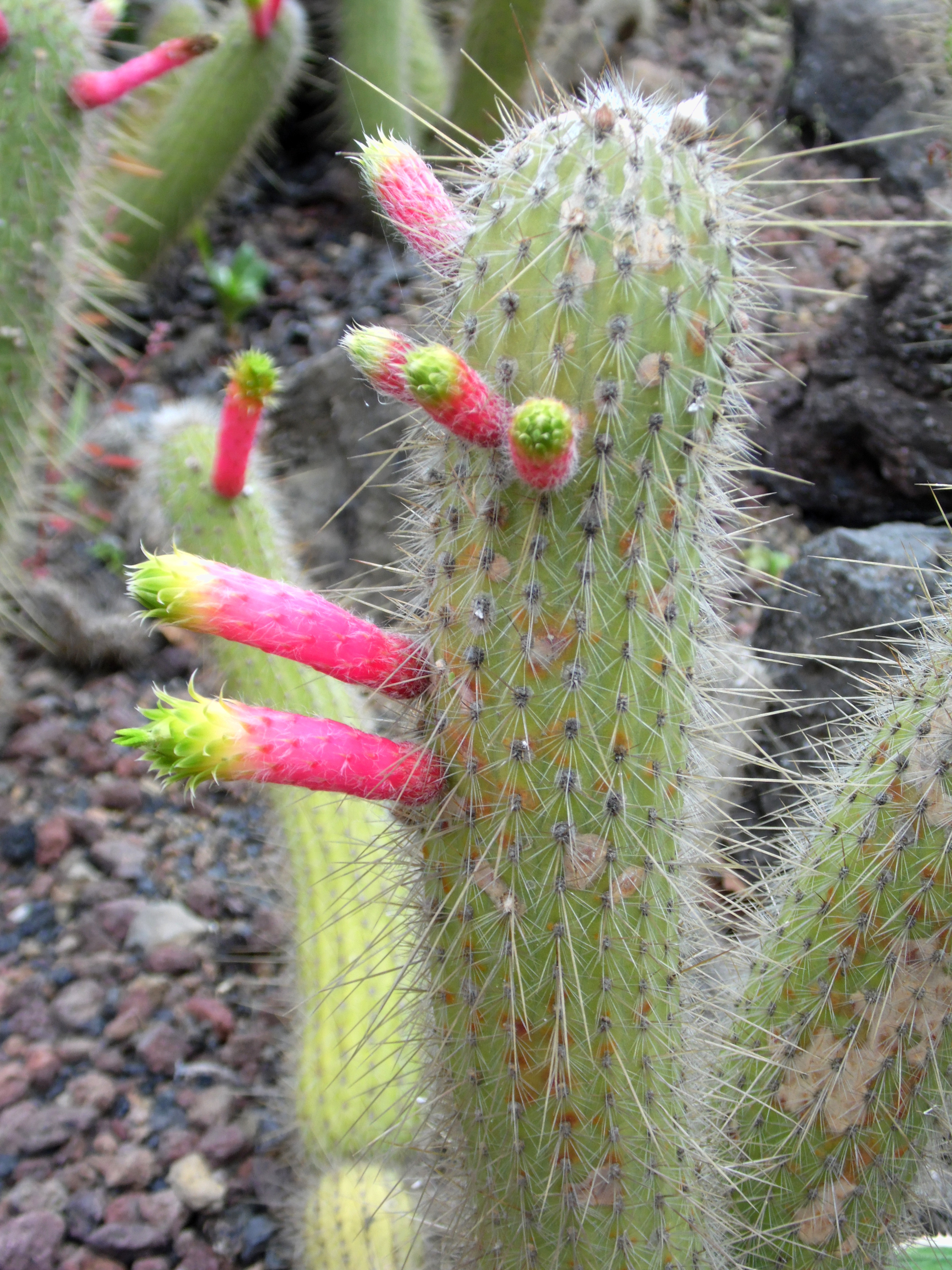
Planta en su hábitat

El área de distribución nativa de esta especie va desde Bolivia hasta el noroeste de Argentina, y crece principalmente en biomas desérticos o de matorrales secos, a altitudes de 300 a 1500 m s. n. m.

## Taxonomía
La primera descripción de esta especie fue como Cereus colubrinus var. smaragdiflorus, publicada en 1894 por el botánico francés Frédéric Albert Constantin Weber en el libro ilustrado Dictionnaire d'Horticulture 1: 281.
Posteriormente, los botánicos estadounidenses Nathaniel Lord Britton y Joseph Nelson Rose colocaron la especie en el género Cleistocactus, pasando esta a llamarse Cleistocactus smaragdiflorus y anotando estos cambios en la revista científica Cactaceae. Jahrbücher der Deutschen Kakteen-Gesellschaft 2: 174–175, f. 248. en el año 1920.
Etimología
- Cleistocactus: nombre genérico que deriva de la combinación de la palabra griega kleistos (que significa ‘cerrado’), y cactus (término latino que alude a las plantas del género Cactaceae), haciendo referencias a que son ‘cactus con flores cerradas’ ya que, en algunas especies, las flores apenas se abren y parecen estar cerradas.
- smaragdiflorus: epíteto específico que deriva de la palabra griega smaragdos (que significa ‘esmeralda’) y la palabra latina florur (que significa ‘flor’ o ‘florecer’), haciendo referencia al color verde esmeralda de los pétalos de esta especie.[6]

Sinonimia
- Cereus baumannii var. smaragdiflorus (F.A.C.Weber) K.Schum. (1897)
- Cereus colubrinus var. smaragdiflorus F.A.C.Weber (1894)
- Cereus smaragdiflorus (F.A.C.Weber) Speg. (1905)
- Cleistocactus azerensis Cárdenas (1961)
- Cleistocactus ferrarii R.Kiesling (1984)
- Cleistocactus parapetiensis Cárdenas (1952)
- Cleistocactus rojoi Cárdenas (1956)
- Cleistocactus smaragdiflorus var. flavispinus Borg (1937)
- Cleistocactus smaragdiflorus var. gracilior Backeb. (1966)
- Cleistocactus smaragdiflorus f. rojoi (Cárdenas) F.Ritter (1980)
- Cleistocactus villamontesii Cárdenas (1961)
- Cleistocactus villamontesii var. longiflorior Backeb. (1966)
- Echinopsis smaragdiflora (F.A.C.Weber) Anceschi & Magli (2021)

## Estado de conservación
En la Lista Roja de Especies Amenazadas de la UICN, la especie está clasificada como de “Preocupación Menor (LC)”.

## Usos
Se cultiva principalmente como planta ornamental, y su propagación se realiza a través de esquejes o semillas.

## Galería

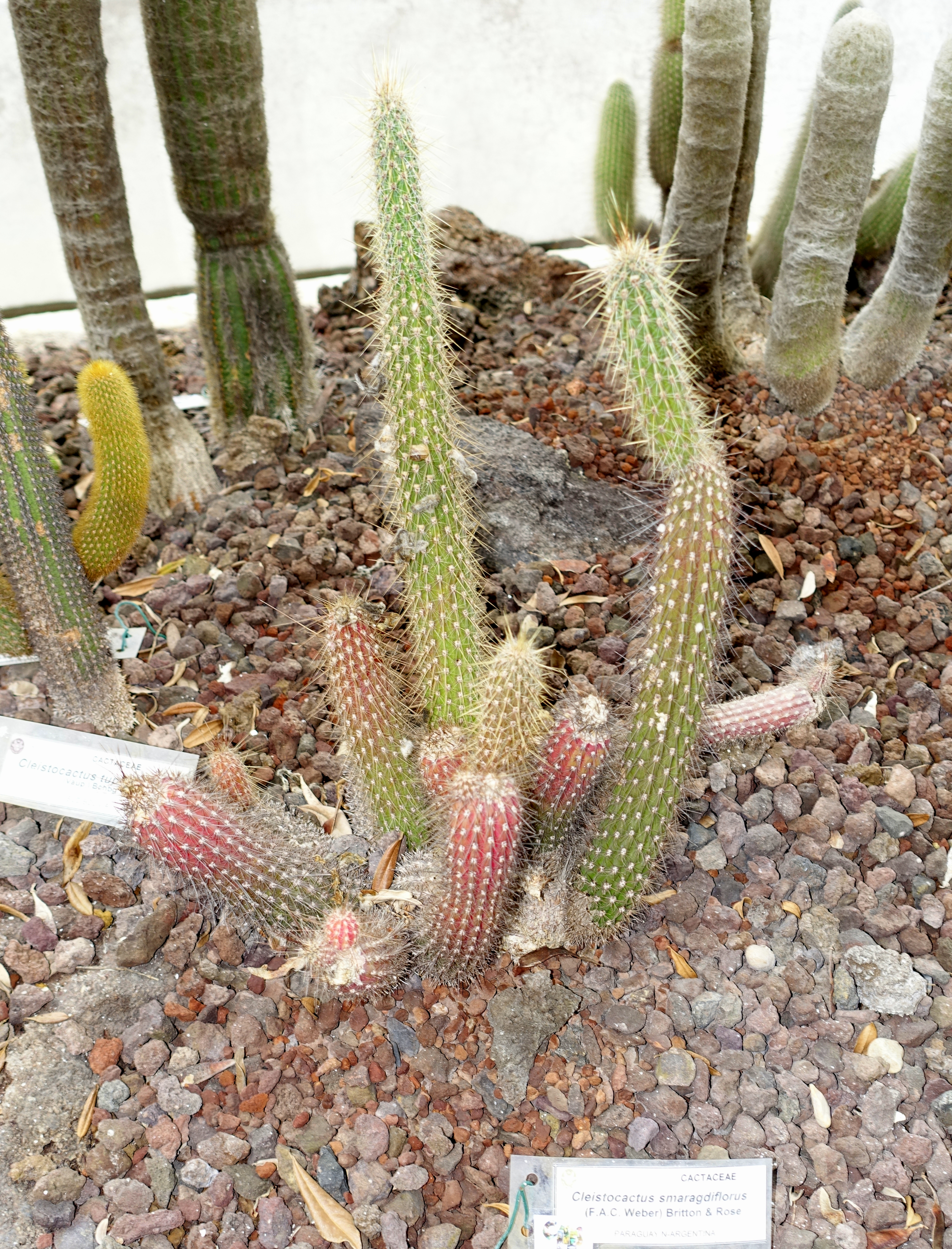
Vista de la planta
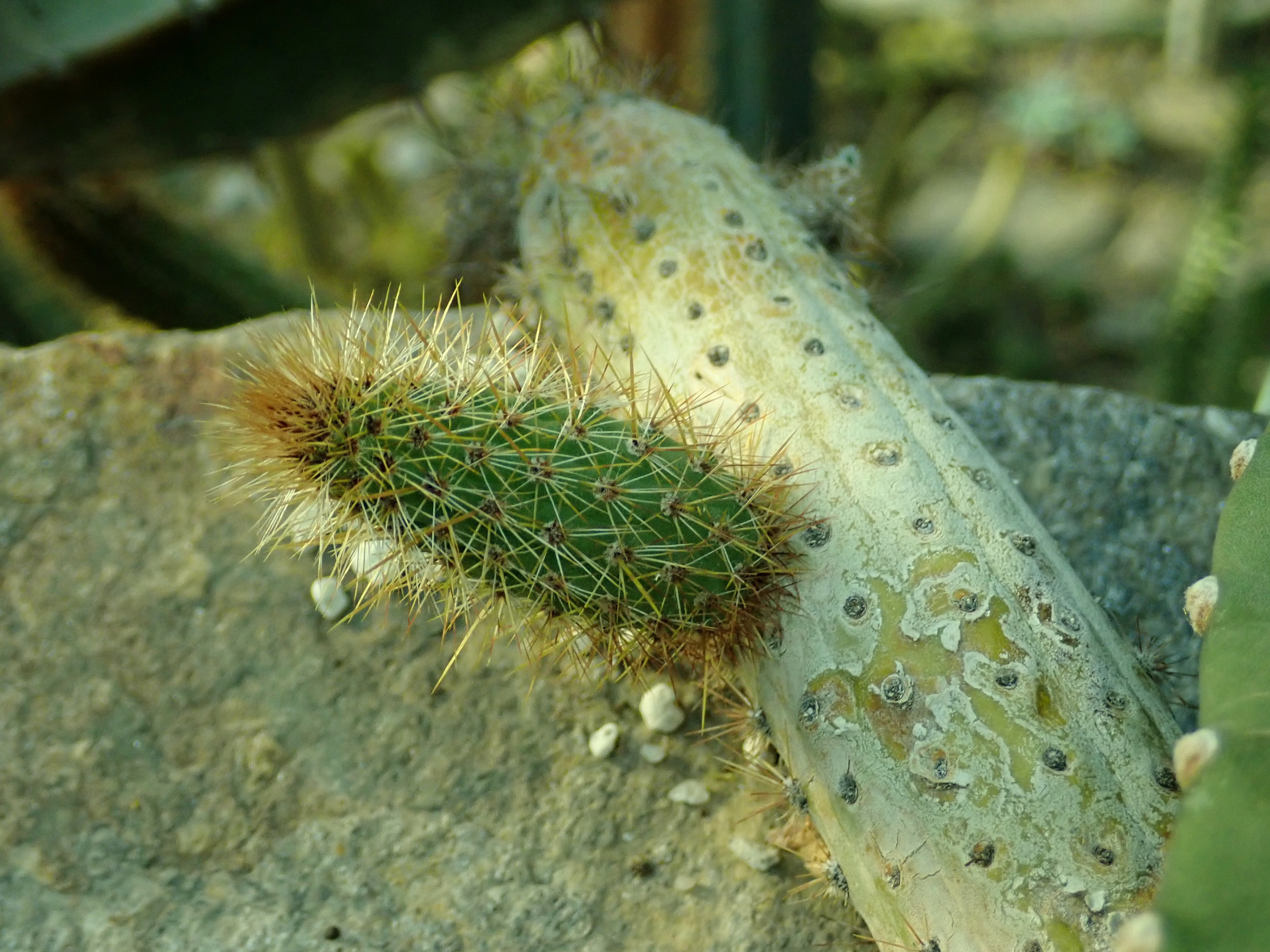
Ramificación
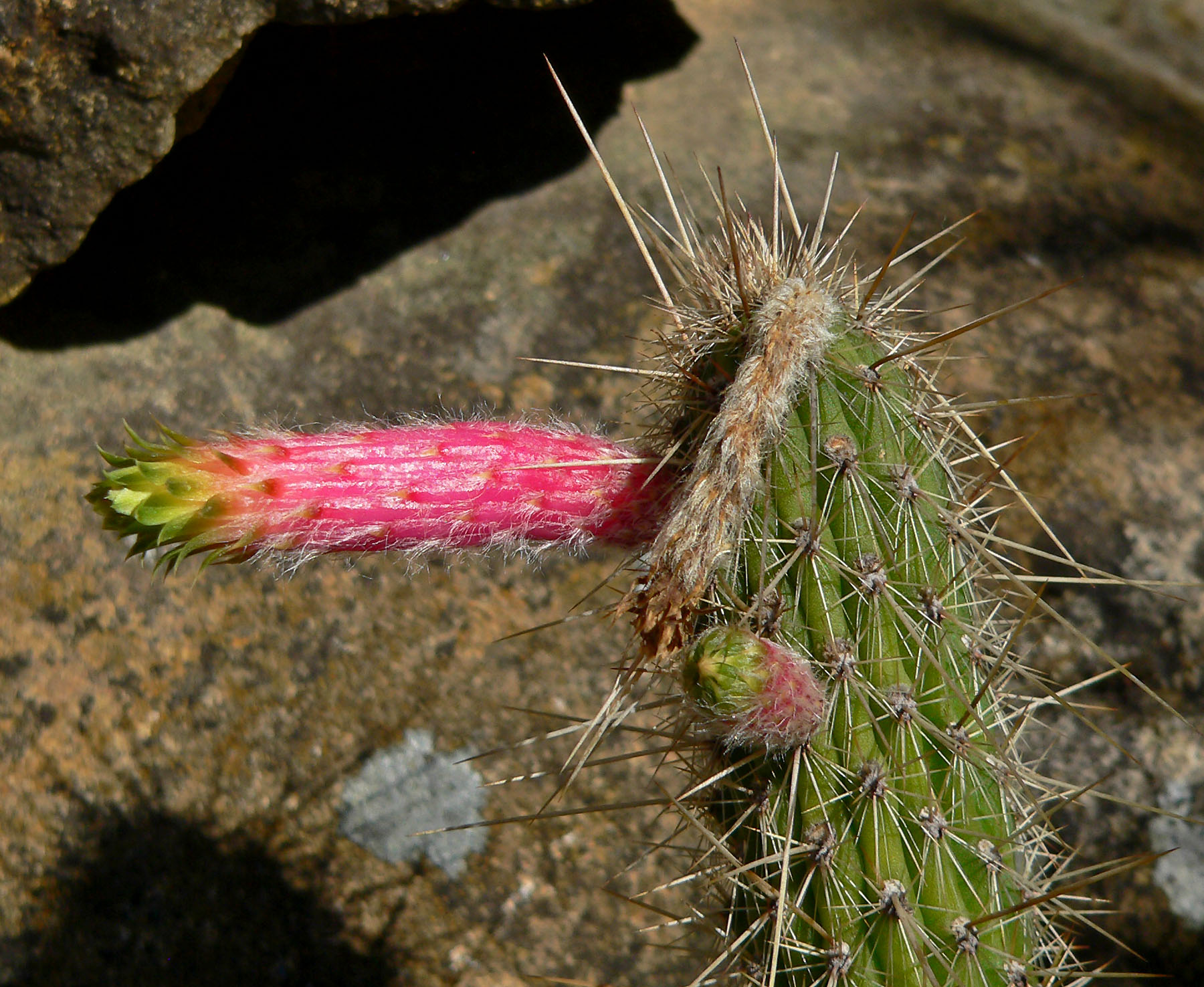
Tallo en flor
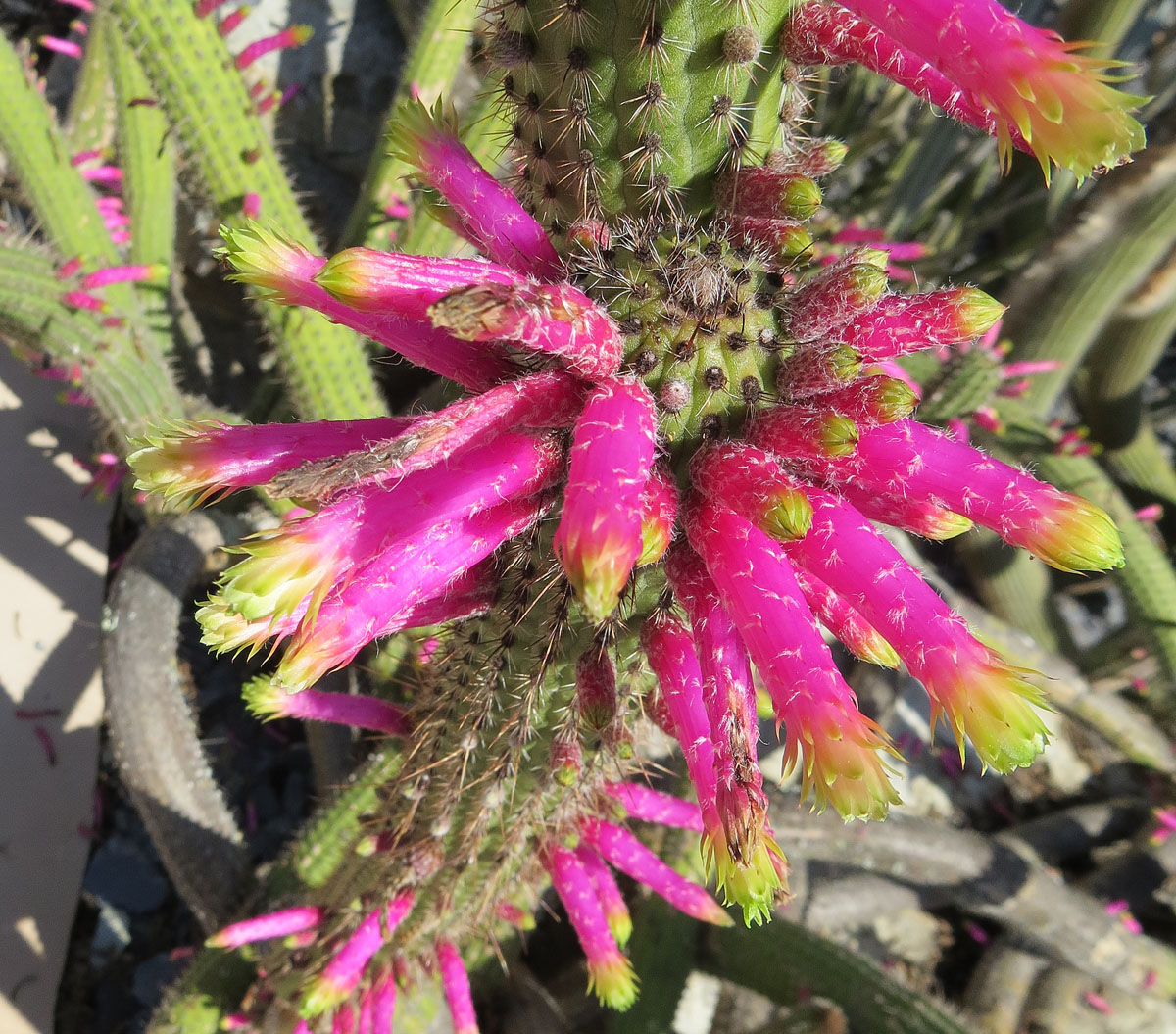
Floración
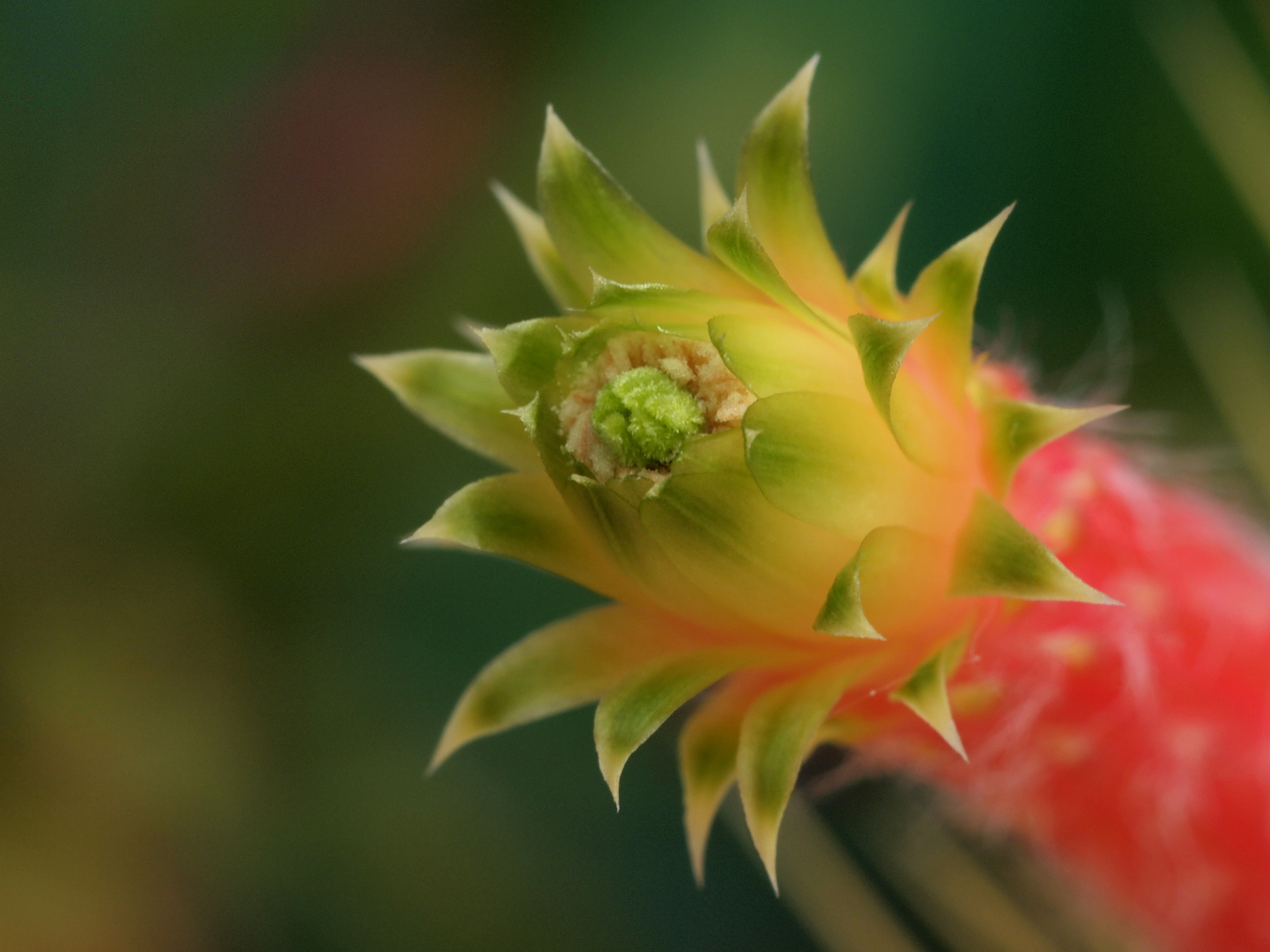
Detalle de la flor
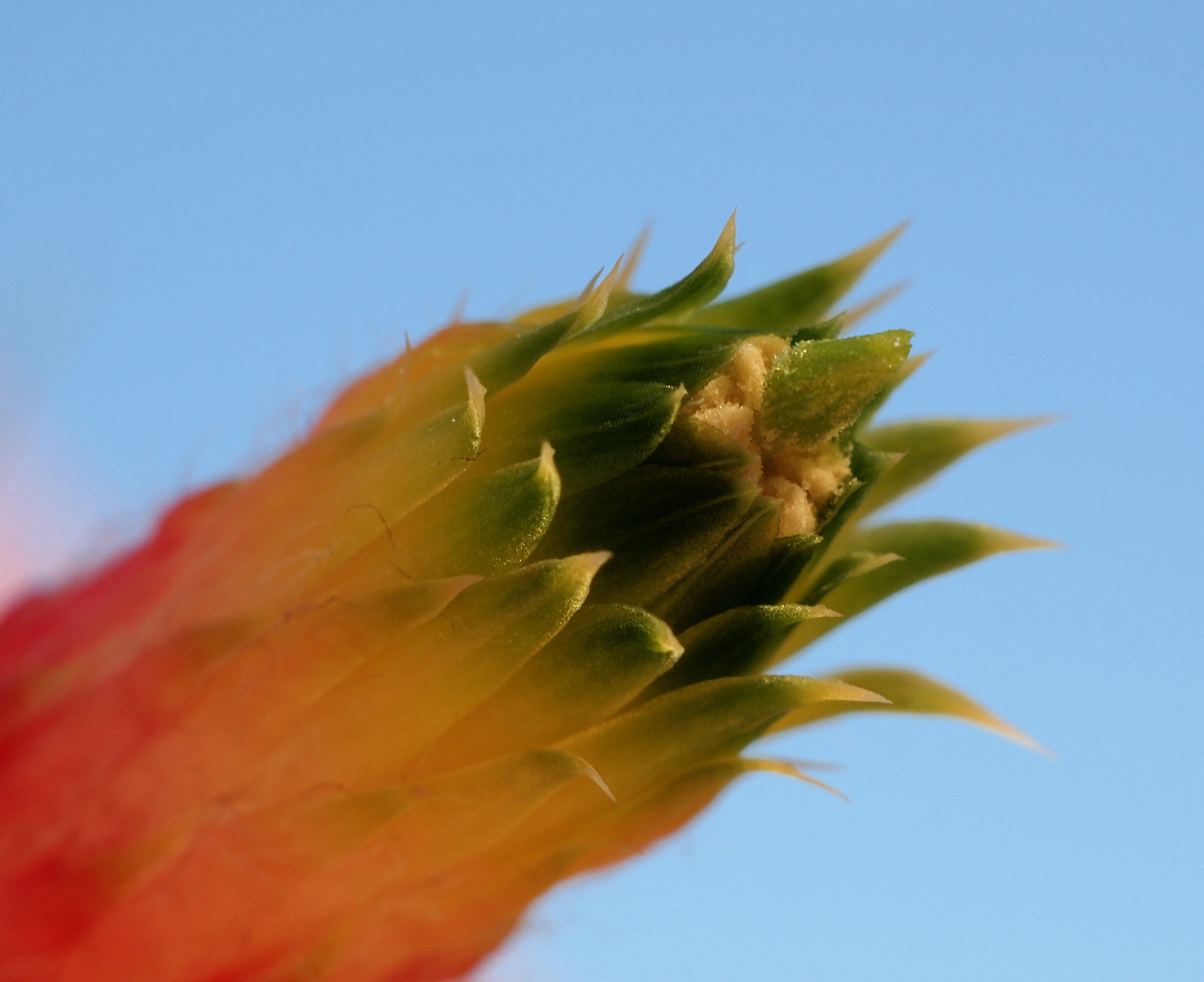
Ápice floral verdoso